# Кетрін Фріз
Кетрін Фріз (англ. Katherine Freese) (нар. 8 лютого 1957) — астрофізик-теоретик, професорка фізики в Мічиганському університеті в Енн-Арбор, США. Починаючи з вересня 2014 року до 2019 року вона обіймала посаду директорки Nordita (Північного інституту теоретичної фізики) в Стокгольмі й посаду запрошеної професорки фізики в Стокгольмському університеті. З 2019 року - професорка фізики в Техаському університеті в Остіні, де очолює кафедру фізики Джеффа та Гейл Кодоскі. 
Вона відома своїми роботами у сфері теоретичної космології на межі фізики частинок і астрофізики.

## Освіта та академічна кар'єра
Фріз здобула ступінь бакалавра Принстонського університету, ставши однією з перших жінок, що здобули вищу освіту з фізики в Принстоні. Вона здобула ступінь магістра в Колумбійському університеті, а докторську дисертацію захистила в університеті Чикаго під науковим керівництвом Девіда Шрамма. Після післядокторських стажувань в Гарвардському університеті, в Інституті теоретичної фізики ім.Каллі в Каліфорнійському університеті у Санта-Барбарі, і як співробітник Університету Каліфорнії (Берклі), вона стала доцентом Массачусетського технологічного інституту. Пізніше вона переїхала до Мічиганського університету, де зараз є професором фізики. У 2007—2014 рр. була заступником директора Мічиганського центру теоретичної фізики. У вересні 2014 року вона посіла посаду директорки Північного інституту теоретичної фізики у Стокгольмі, а також - посаду запрошеного професорки фізики в Стокгольмському університеті. 2019 року Фріз переїхала до Техаського університету в Остіні, де очолила кафедру фізики Джеффа та Гейл Кодоскі.

## Науковий внесок
Фріз зробила внесок у раннє дослідження темної матерії і темної енергії. Вона була однією з перших, хто запропонував способи відкрити темну матерію. Її ідея непрямого виявлення на Землі реалізована в експерименті обсерваторії Neutrino IceCube, а інші експерименти по всьому світу шукають «вітер» частинок темної матерії, що відчувається, коли Земля обертається навколо Чумацького Шляху (спільна робота з Девідом Сперджелем). Її робота рішуче виключала MACHO (масивний компактний об'єкт гало) темної матерії на користь WІМРів (слабко взаємодіючих масивних частинок). Вона запропонувала модель, відому як «кардасіанська експансія», в якій темна енергія замінена модифікацією рівнянь Ейнштейна. Нещодавно вона запропонувала новий теоретичний тип зірки, що називається темною зіркою, що живиться анігіляцією темної матерії, а не ядерним горінням.
Фріз також працювала над питанням витоків Всесвіту, включаючи пошук успішної інфляційної теорії для початку Великого Вибуху. Її «модель природної інфляції» є теоретично добре мотивованим варіантом інфляції; він використовує частинки аксіонного типу для забезпечення необхідних плоских потенціалів для розширення. У 2013 році спостереження Планківського телескопа Європейського космічного агентства показали, що гіпотеза природної інфляції відповідає отриманим даним. Вона вивчала остаточну долю Всесвіту, включаючи долю життя у Всесвіті.
Фріз була членом ради директорів Інституту теоретичної фізики ім. Кавлі у Санта-Барбарі та ради директорів Аспенського фізичного центру. У 2008—2012 рр. — радник і член виконавчого комітету Американського фізичного товариства, а у 2005—2008 рр. — член Консультативного комітету з астрономії та астрофізики (AAAC). Нині вона є членом ради директорів Центру космічної фізики Оскара Клейна в Стокгольмі. У 2009 році Фріз була обраний членом Американського фізичного товариства. Вона отримала стипендію Фонду Сімонса з теоретичної фізики. У вересні 2012 року Фріз отримала звання почесного доктора (Honoris Causa) від Стокгольмського університету.
Вона була науковим керівником таких студентів як Яна Левін, автор і професор з астрономії та фізики у коледжі Барнарда, і Джей Джубас, старший партнер McKinsey & Company з телекомунікацій, медіа та технології.
2019 року отримала премію Лілієнфельда за особливий внесок у розвиток фізики.

## Особисте життя
Фріз народилася у Фрайбурзі, Німеччина, у родині Ернста Фріз та Елізабет Баутц Фріз. У віці дев'яти місяців родина емігрувала до США. Її двоюрідна сестра Аня Фріз, німецька акторка, зараз проживає в Лос-Анджелесі.

## Популярна наука
На додаток до внесків у наукові та наукові дослідження, доктор Фріз 2014 р. написала всебічний огляд для загальної освіченої громадськості з темної матерії та енергії, оскільки вони пов'язані з недавніми дослідженнями в галузі космології та фізики частинок під назвою «Космічний коктейль: три частини темної матерії».